# Campionati europei di pentathlon moderno 2008
I campionati europei di pentathlon moderno 2008 si sono svolti a Mosca, in Russia, dove si sono disputate le gare maschili e femminili individuali ed a squadre.

## Risultati

### Maschili
| Evento              | Oro                                                       | Argento                                                              | Bronzo                                                 |
| Individuale         | Andrej Moiseev                                            | Il'ja Frolov                                                         | Róbert Kasza                                           |
| A squadre           | Russia Il'ja Frolov Andrej Moiseev Aleksej Turkin         | Ungheria Róbert Kasza Péter Tibolya Ádám Marosi                      | Rep. Ceca David Svoboda Libor Capalini Michal Michalík |
| Staffetta a squadre | Russia Rustem Sabirchuzin Sergej Karjakin Maksim Šerstjuk | Lituania Andrejus Zadneprovskis Edvinas Krungolcas Justinas Kinderis | Ungheria Ádám Marosi Péter Tibolya Róbert Kasza        |

### Femminili
| Evento              | Oro                                                         | Argento                                                               | Bronzo                                                          |
| Individuale         | Viktoriya Tereshchuk                                        | Laura Asadauskaitė                                                    | Anastasija Samusevič                                            |
| A squadre           | Lituania Laura Asadauskaitė Donata Rimšaitė Yuliya Kolegova | Bielorussia Anastasija Samusevič Taccjana Mazurkevič Hanna Archipenka | Russia Evdokija Grečišnikova Polina Stručkova Tat'jana Muratova |
| Staffetta a squadre | Lituania Laura Asadauskaitė Donata Rimšaitė Yuliya Kolegova | Ungheria Zsuzsanna Vörös Leila Gyenesei Vivien Máthé                  | Russia Tat'jana Muratova Evdokija Grečišnikova Polina Stručkova |

## Medagliere
| Posizione | Paese       |   |   |   | Totale |
| --------- | ----------- | - | - | - | ------ |
| 1         | Russia      | 3 | 1 | 2 | 6      |
| 2         | Lituania    | 2 | 2 | 0 | 4      |
| 3         | Ucraina     | 1 | 0 | 0 | 1      |
| 4         | Ungheria    | 0 | 2 | 2 | 4      |
| 5         | Bielorussia | 0 | 1 | 1 | 2      |
| 6         | Rep. Ceca   | 0 | 0 | 1 | 1      |
| Totale    | Totale      | 6 | 6 | 6 | 18     |